# ROFL (番組制作会社)
株式会社ROFL（ロフル）は、東京都港区に本社を置くテレビ番組の制作会社である。

## 概略
2016年に、代表の倉田敬之と、一部のスタッフが集まって設立された。

## 所属スタッフ
プロデューサー/演出
- 倉田敬之（代表取締役、ザイオン→）

プロデューサー
- 福岡隆幸（取締役、ザイオン→）
- 橋本伸行（取締役）※ディレクター兼務、赤坂６丁目の大谷翔平
- 渡邉奈津子
- 原田里美
- 吉筋公美
- 伊藤瑛梨

演出
- 太田実（取締役）
- 小林剛（取締役、ケイマックス→）
- 小田清仁
- 生駒真也

ディレクター
- 高橋立志
- 渡邉巽
- 蒲田涼
- 築館健太
- 芝内竜成
- 八木瞭
- 仲埜光裕
- 新地祥大
- 本山健太
- 大塚亮
- 田中剛喜

AP
- 山田大輝
- 三輪さくら
- 中村郁
- 山口莉那

## 主な制作番組
※スタッフ協力担当番組。
レギュラー番組
- ぐるぐるナインティナイン（日本テレビ系列、1994年4月10日 - 、業務開始は2016年8月4日）※
- 内村さまぁ〜ず（2006年11月1日 - 、業務開始は2016年8月4日）※
- 火曜サプライズ（日本テレビ系列、2009年4月7日 - 2021年3月23日、業務開始は2016年8月4日）※
- A-studio → A-Studio+（TBS系列、2009年4月10日 - 、業務開始は2016年8月4日）※
- 爆報! THE フライデー（TBS系列、2011年10月21日 - 2021年3月5日、業務開始は2016年8月4日）
- きらきらアフロTM（テレビ東京系列、2012年4月19日 - 、業務開始は8月4日）※
- 有吉弘行のダレトク（カンテレ・フジテレビ系列、2013年10月8日 - 2019年3月19日、業務開始は2016年8月4日）※
- 得する人損する人（日本テレビ系列、2013年10月10日 - 2018年9月13日、業務開始は2016年8月4日）※
- 桃色つるべ〜お次の方どうぞ〜（カンテレ、2015年1月14日 - 、業務開始は2016年8月4日）※
- マツコ会議（日本テレビ系列、2015年10月17日 - 、業務開始は2016年8月4日）※
- 良かれと思って!（フジテレビ系列、2017年4月19日 - 2018年3月28日）
- 名医のTHE太鼓判!（TBS系列、2017年10月9日 - 2020年3月20日）
- 有田哲平の夢なら醒めないで（TBS系列、2017年10月10日 - 2019年3月19日）
- 世界の村のどエライさん（カンテレ・フジテレビ系列、2018年1月15日 - 2018年9月10日）
- 1駅だけ!道草さんぽ（テレビ朝日系列、2018年4月22日 - 2018年10月14日）※
- THE突破ファイル（日本テレビ系列、2018年12月13日 - ）
- 新説!所JAPAN→所JAPAN（カンテレ・フジテレビ系列、2019年2月18日 - ）
- 噂の現場急行バラエティー レディース有吉（カンテレ・フジテレビ系列、2019年4月9日 - 9月17日）
- 林先生の初耳学（MBS・TBS系列、2019年4月14日 - ）
- 有田哲平と高嶋ちさ子の人生イロイロ超会議（TBS系列、2019年4月22日 - 2020年2月17日）
- 華丸大吉&千鳥のテッパンいただきます!（カンテレ・フジテレビ系列、2019年10月29日 - 2021年3月16日）
- クイズ!THE違和感（TBS系列、2020年4月13日 - ）
- NEWSの全力!!メイキング（TBS系列、2020年5月1日 - ）
- 鶴瓶ちゃんとサワコちゃん（BSトゥエルビ、2023年10月9日 - ）

スペシャル番組
- バカリズムのそこスルーする?（フジテレビ系列、2019年3月25日 - ）
- クイズ!オンリー1（TBS系列、2019年6月15日 - ）